# Rdio
Rdio era un servizio musicale on demand che offriva lo streaming di una selezione di brani di varie case discografiche ed etichette indipendenti. Il 22 dicembre 2015 il servizio Rdio è stato chiuso e alcuni impiegati sono stati integrati nell'organico di Pandora, l'azienda che ha acquisito parte delle tecnologie sviluppate originariamente da Rdio.

## Dispositivi
Presentandosi come applicazione web, Rdio era accessibile da qualsiasi dispositivo in grado di connettersi a Internet e visualizzare pagine web con contenuto HTML5, compresi i computer equipaggiati con Microsoft Windows, macOS o Linux e un browser recente. Era disponibile l'applicazione per dispositivi iOS (iPod/iPhone/iPad), Android, Windows Phone e BlackBerry.
Rdio era inoltre disponibile, senza necessità di computer o smartphone, su diversi sistemi audio per la casa.
Per Microsoft Windows e macOS erano disponibili applicazioni desktop.

## Diffusione

DIffusione

Rdio era disponibile nei seguenti Paesi:
- Italia
- Stati Uniti
- Regno Unito
- Australia
- Austria
- Belgio
- Brasile
- Canada
- Danimarca
- Estonia
- Finlandia
- Francia
- Germania
- Islanda
- Irlanda
- Lettonia
- Lituania
- Nuova Zelanda
- Norvegia
- Paesi Bassi
- Portogallo
- Spagna
- Svezia

## Piani tariffari
Era disponibili tre diversi piani tariffari nell'offerta Rdio, oltre che un piano gratuito.
| Nome       | Prezzo         | Senza pubblicità | Tempo di ascolto (primi sei mesi) | Tempo di ascolto | Caratteristiche premium |
| ---------- | -------------- | ---------------- | --------------------------------- | ---------------- | ----------------------- |
| Piano Free | Gratis         | No               | ?                                 | ?                | No                      |
| Web        | 4,99 € al mese | ?                | Illimitato                        | Illimitato       | No                      |
| Unlimited  | 9,99 € al mese | ?                | Illimitato                        | Illimitato       | Sì                      |

Era originariamente previsto un abbattimento tariffario "per famiglie", ma non è stato presentato sul mercato italiano